# Movistar Arena (Chile)
El Movistar Arena (nombre de patrocinio, antes llamado Arena Santiago) es un estadio cubierto situado en Santiago (Chile), en el interior del parque O'Higgins. Fue construido a partir del inconcluso Estadio Techado Parque O'Higgins y diseñado para albergar eventos musicales, deportivos, comerciales, culturales y de ocio, teniendo una capacidad de entre 12 000 y 17 000 personas (para eventos con asientos numerados y recitales de pie, respectivamente), además de 1500 estacionamientos, ambiente climatizado, puntos de venta de alimentos y bebidas, ascensores, baños y accesos para personas con discapacidad motora.
La superficie total del recinto es de 4400 m², de los cuales 3100 corresponden a la arena que tiene una cúpula situada a 45 m de altura, backstage para artistas y productores, salones de eventos, bares y restoranes, sala de primeros auxilios y sala de prensa, entre otros. Es uno de los recintos más grandes y más concurridos de Sudamérica, con una superficie total de 44.000 m2, y 94,6 millones de dólares de ingresos brutos y 1,58 millones de entradas vendidas en 2023.
En sus cercanías se ubica la estación Parque O'Higgins del Metro de Santiago y el parque de diversiones Fantasilandia. El acceso para público es por el parque O'Higgins, a través de las calles Viel y Tupper.

## Historia
El edificio fue proyectado y concebido por el atleta y arquitecto Mario Recordón en 1956 con el nombre de Estadio Cubierto Metropolitano para ser el coliseo en que se realizaría el Campeonato Mundial de Básquetbol de 1958. Sin embargo, el dinero destinado para su término fue a dar a las remodelaciones del Estadio Nacional, con miras a la realización de la Copa Mundial de Fútbol de 1962 a realizarse en Chile. Posteriormente, en 1971 se reiniciaron las obras para finalizar las graderías e iniciar la construcción del techo, con miras a los Juegos Panamericanos de 1975 que se realizarían en Santiago; sin embargo, las obras nuevamente fueron paralizadas. El recinto quedó desde entonces sumido en el más completo abandono, acogiendo a los vagabundos del sector y siendo testigo mudo de numerosos actos delictuales en sus inmediaciones.
Durante el mandato de Eduardo Frei Ruiz-Tagle se decidió terminar de una buena vez con aquel elefante blanco (en ese entonces llamado Cúpula Parque O'Higgins). La obra fue terminada por Hiller Inversiones, que obtuvo la concesión a través del Ministerio de Obras Públicas por veinte años, comenzando con la instalación del techo en el año 2000.
El 7 de abril de 2000, el estadio fue sede de una eliminatoria de Copa Davis entre Chile y Argentina. Durante el segundo partido de individuales entre Nicolás Massú y el argentino Mariano Zabaleta, el público se tornó violento, quienes lanzaron frutas, monedas y sillas plásticas a la selección argentina. Como resultado, la Federación de Tenis de Chile fue multada con casi US$50.000 y se le prohibió organizar partidos de la Copa Davis durante dos años.
El nuevo coliseo de Santiago fue inaugurado simbólicamente el 7 de marzo de 2006 por el saliente presidente Ricardo Lagos. El estadio fue oficialmente inaugurado el 15 de abril de ese año, quedando disponible para el uso de la comunidad. Diversas presentaciones y conciertos se han realizado en el recinto.
En 2008, la administración del Arena Santiago firmó un contrato con Movistar Chile para la cesión del nombre del recinto por dieciséis años, que pasó a denominarse como Movistar Arena.
En agosto de 2011, el Grupo Hiller Inversiones entregó la operación del recinto a SMG World, una firma estadounidense que se encarga de la administración de estadios alrededor del mundo. El acuerdo durará mientras dure la concesión del recinto, a veinte años desde su implementación en 2006.
Importantes artistas, tanto nacionales como internacionales, se han presentado en este recinto. El recinto también ha sido sede de importantes eventos, festivales de música, exposiciones, eventos deportivos y otros espectáculos masivos. 
Entre 2011 y 2019, Movistar Arena también fue ocupado como uno de los escenarios de uno de los eventos musicales más importantes del mundo, el festival Lollapalooza Chile, que debutó en Santiago en 2011 y que se desarrollaba al interior del parque.
Entre octubre y noviembre de 2023, el recinto alojó las competencias de voleibol masculino y femenino válidos por los Juegos Panamericanos de 2023. Para efectos de evitar utilizar la marca comercial, la organización de los Juegos identificó al recinto con el nombre de "Arena Parque O’Higgins".

## Paseo de las Estrellas de Movistar Arena
El 7 de noviembre de 2012 y con la presencia del grupo chileno Los Jaivas, Movistar Arena inauguró el Paseo de las Estrellas, un espacio que busca inmortalizar las visitas ilustres de los mejores artistas a este recinto. La ceremonia se llevó a cabo en la intervención artística, ubicada en el acceso del recinto. Se trata de un muro de 80 metros cuadrados, con un total de 35 metros de extensión en un mosaico de 4,5 metros de altura en su punto máximo.
En el acto, los integrantes de Los Jaivas —Juanita Parra, Claudio Parra, Mario Mutis, Carlos Cabezas, Francisco Bosco y Ankatu Alquinta— colocaron sus manos sobre placas que las inmortalizarán junto con su nombre y firma.
Hoy, el Paseo de las Estrellas cuenta con los recuerdos de Backstreet Boys, Ringo Starr, CNCO, Los Jaivas, Iron Maiden, Jean-Michel Jarre, Marc Anthony, Gorillaz, Soy Luna, Marco Antonio Solís, Kool & the Gang, Kiss, Serrat, Sabina, Miguel Bosé, Romeo Santos, Twice, Roger Hodgson, Violetta, Erreway, Ariana Grande, Shakira, BTS, Tony Hawk, Pet Shop Boys, The Killers, Super Junior, Ana Gabriel, Jorge González, Los Tres, Daddy yankee, Myriam Hernández, Stefan Kramer, Young Cister y Kylie Minogue. El Paseo de las Estrellas busca captar la atención del público que semana a semana visita el recinto, en una excelente oportunidad para fotografiarse con las manos de sus artistas favoritos.